# 顧顯仁
顧顯仁（1539年—？），字元伯，號體庵，直隸常州府武進縣人，民籍，明朝政治人物。

## 生平
嘉靖四十三年（1564年）甲子科應天府鄉試第一百三十五名，榜姓張。隆慶二年（1568年）戊辰科会试第三百七十六名，二甲五十八名進士。授澤州知州，明神宗萬曆年間，累官河南南阳府、福建福州府、直隸保定府（今河北省保定市）知府。万历十六年（1588年）五月升河南副使、分巡汝南，十八年調山西井陉道副使，官至山西参政。

## 家族
曾祖父顧昌；祖父顧嵩；父顧懋，母張氏。具庆下。弟显謨、显宗、显秩、显名。顾显秩，明举人，任成都知府、漳州知府。